# Stefano Gionta
Stefano Gionta (Mantova, XVI secolo – Mantova, ...) è stato uno scrittore italiano.
Detto "lo Spadaro", fu un cortigiano della corte dei Gonzaga di Mantova. È famoso per aver scritto Il fioretto delle croniche di Mantova, in cui racconta la storia della città dalle sue origini e costantemente aggiornata sino al 1566. Venne pubblicata per la prima volta a Verona nel 1570. La pubblicazione, dopo la morte dell'autore, tra il 1574 e il 1587, venne aggiornata da Benedetto Osanna sino al 1629, da Agostino Rodolfi sino al 1726 e da Federico Amadei sino al 1741.